# 建川丸
建川丸（たてかわまる）は川崎汽船の油槽船。いわゆる川崎型油槽船の一隻。太平洋戦争では特設運送船となった。

## 概要
1919年（大正8年）設立の川崎汽船は当初、川崎造船所で建造中のストックボートや、委託された造船所所有船などを船隊の主力とした。2年後の1921年（大正10年）には、川崎造船所船舶部および国策会社の国際汽船と航路の共同運営を開始。「Kライン」の始まりとなる。
その後、1927年（昭和2年）の国際汽船の離脱があったが、この時点での川崎汽船は船隊の主力は依然としてストックボートなど旧型船が多くを占めていた。しかし、昭和2年の昭和金融恐慌および、1929年の世界恐慌に端を発する昭和恐慌の影響から免れることはできず、川崎汽船のみならず海運業全体が空前の沈滞状況に陥り、親会社の川崎造船所も経営危機に陥ってしまった。
しかし、1931年（昭和6年）の満州事変勃発あたりから状況は徐々に改善していき、これとともに川崎汽船の船隊改善の機運も出てきた。1934年（昭和9年）12月1日に川崎造船所船舶部を吸収して名実とともに「Kライン＝川崎汽船」となり、新規航路開設なども積極的に行った。
一方、第一次世界大戦後に石油の需要は一気に増大し、日本海軍が艦艇燃料の主軸を石炭から重油に切り替え、また国防上の観点から平時より重油の貯蔵を開始する。これと相前後して民間石油業界の動きも俄然活発となり、また1921年（大正10年）竣工の「橘丸」（帝国石油、6,539トン）を嚆矢として日本におけるタンカー時代が到来した。日本海軍がタンカーに対して助成策を打ち出したこともあり、タンカー部門のみは上述の不況をよそに不景気知らずの状態となった。
タンカーに着目した川崎汽船は1933年（昭和8年）、2隻のイギリス船をチャーターしてタンカー業に乗り出すこととなった。このチャーター船によるタンカー業が収益をあげたことや国策への協力、そして川崎汽船の船隊改善の機運が高まったことも相まって優秀船隊整備計画を掲げ、その第一弾として優秀大型タンカーを建造することとなった。これが「建川丸」である。川崎汽船所有船の船名にはこれまで海外都市の地名などがつけられており、「建川丸」が船名に川崎の「川」が取り入れられた最初の所有船となった。また、太平洋戦争終結までの川崎汽船所有船中、もっとも大きな船でもあった。
「建川丸」は、第一次船舶改善助成施設の適用で建造された飯野商事の「東亜丸」（10,052トン）と「極東丸」（10,051トン）に続いて川崎汽船の自己資金調達船として川崎造船所で建造され、1935年（昭和10年）6月30日に竣工した。先行の「東亜丸」と「極東丸」は、川崎造船所が初めて建造した民間タンカーで、そのノウハウがそのまま「建川丸」建造に生かされたばかりでなく、のちに飯野商事の「東邦丸」（9,997トン）や共同漁業（日本水産）の「厳島丸」（10,006トン）など、川崎造船所で建造された10,000トン級タンカー建造の源となり、川崎造船所はタンカー建造で重きを成した。また、「東亜丸」以下川崎造船所で建造された同型のタンカー13隻は「川崎型油槽船」と通称されるようになった。
竣工翌日の7月1日、「建川丸」は処女航海で海軍省契約により北樺太オハへ原油を積み取るため神戸港を出港した。第2回航海では日本石油の契約によって神戸港からサンルイスに向かい、11日12時間で踏破。原油11,500トンを積み取ったあと、サンルイスから横浜港までを13日17時間で踏破した。以後、1941年（昭和16年）7月25日に下津に帰着するまでの7年間で55航海行い、うちカリフォルニア諸港との間を46航海、オハ、ヒューストンおよびパレンバンとの間を9航海行った。輸送した石油類の総計は698,586トンに及び、55航海中の荷主内訳は日本海軍が38、民間石油会社が17であった。また、往路ではしばしば生糸輸送も行い、その輸送量は2年間で13,296俵に及んだ。それゆえ、アメリカ側からは「建川丸」のことを「新型石油タンカー兼生糸輸送船」という表現で紹介されることもあった。「建川丸」が加わった川崎汽船のタンカー業の収益は、運賃値上がりなども手伝って予想以上のものとなり、その収益をもって「神川丸」、「聖川丸」、「君川丸」および「國川丸」の、いわゆる「神聖君國」の4隻に代表される新型船が建造されることとなった。しかし、世界情勢の変化やABCD包囲網構築による日米関係悪化などでタンカー業の規模を縮小を余儀なくされ、「建川丸」の下津帰着をもって、川崎汽船の戦前期におけるタンカー業は一旦終わることとなった。
昭和16年12月20日、「建川丸」は日本海軍に徴用され呉鎮守府籍となる。当初は「極東丸」などとは違って一般徴傭船として主に要地間、あるいは産油地と日本本土との間での石油輸送、また泊地での補給作業に任じる。1942年（昭和17年）にはアンダマン諸島に進出した。1943年（昭和18年）7月から運航が始まったヒ船団では主要船舶の一隻となる。7月10日六連発のヒ01船団に「厳島丸」とともに加入し、7月19日に昭南（シンガポール）に到着。帰途は7月23日昭南発のヒ02船団に加入して、高雄を経て8月3日に六連に帰港した。続いて8月7日六連発のヒ05船団で南に下って8月19日に昭南に着き、8月24日昭南発のヒ06船団に加入して9月3日に徳山に帰港した。ヒ06船団加入中の9月1日付で特設運送船（給油）に入籍する。以後、昭和18年中から1944年（昭和19年）にかけては、ヒ船団で日本と南方を何度も往復した。
昭和19年5月3日、第一機動艦隊（小沢治三郎中将）の補給部隊に編入された「建川丸」はヒ61船団に加入して六連を出港。マニラで同じ特設運送船（給油）の「あづさ丸」（石原汽船、10,022トン）、「日栄丸」（日東汽船、10,020トン）とともにヒ61船団から別れ、駆逐艦「電」と「響」の護衛を受けて5月11日にマニラを出港しバリクパパンに向かう。途中の5月14日に「電」がアメリカ潜水艦「ボーンフィッシュ」の雷撃で沈没したが、5月15日にバリクパパンに到着。タウィタウィ在泊の第一機動艦隊の艦艇への補給のため5月17日にバリクパパンを出港して5月19日にタウィタウィに到着し、曳航給油訓練などを行った。
5月23日、「建川丸」は「日栄丸」とともに「響」、「浜風」などの護衛を受けてタウィタウィを出港し、ダバオに向かう。翌5月24日午後、北緯05度46分01秒 東経125度42分01秒 / 北緯5.76694度 東経125.70028度の地点に差し掛かったところでアメリカ潜水艦「ガーナード」に発見された。「ガーナード」は駆逐艦の後ろをすり抜けて接近し、魚雷を4本発射して3本を「建川丸」に命中させたと判断された。被雷した「建川丸」は延々と燃え続けたのち沈没した。7月20日に除籍および解傭。

## 同型船
川崎型油槽船
- 東亜丸（初代）（飯野商事）
- 極東丸/旭東丸/かりほるにあ丸（飯野商事/日本油槽船）
- 東邦丸（飯野商事）
- 日本丸（山下汽船）
- 玄洋丸（浅野物産）
- 厳島丸（日本水産）
- 日栄丸（日東汽船）
- 東栄丸（日東汽船）
- 国洋丸（国洋汽船）
- 健洋丸（国洋汽船）
- 神国丸（神戸桟橋）
- 久栄丸（日東汽船）